# Alberto Alemagna
Alberto Alemagna (Varese, 13 maggio 1751 – Milano, 5 aprile 1828) è stato un politico italiano.
Era figlio del conte Pietro Giacomo. 

## Biografia
Massone, nel 1785 risulta iscritto in una lista dei membri della loggia milanese "La Concordia".
Nel 1796 fu inviato a Parigi, davanti al Direttorio, per perorare la causa dell'indipendenza della Lombardia. In seguito entrò a far parte del corpo legislativo della Repubblica Cisalpina e vi rimase fino alla sua caduta. Nel 1799 firmò un manifesto per chiedere al governo francese l'unità e l'indipendenza d'Italia. 
Dopo la vittoria nella battaglia di Marengo rientrò in patria come membro della consulta della seconda Cisalpina.
Durante il Regno Italico fece parte del ministero dell'Interno.
Dopo la caduta di Napoleone si ritirò a vita privata.